# Harry Miller (engenheiro)

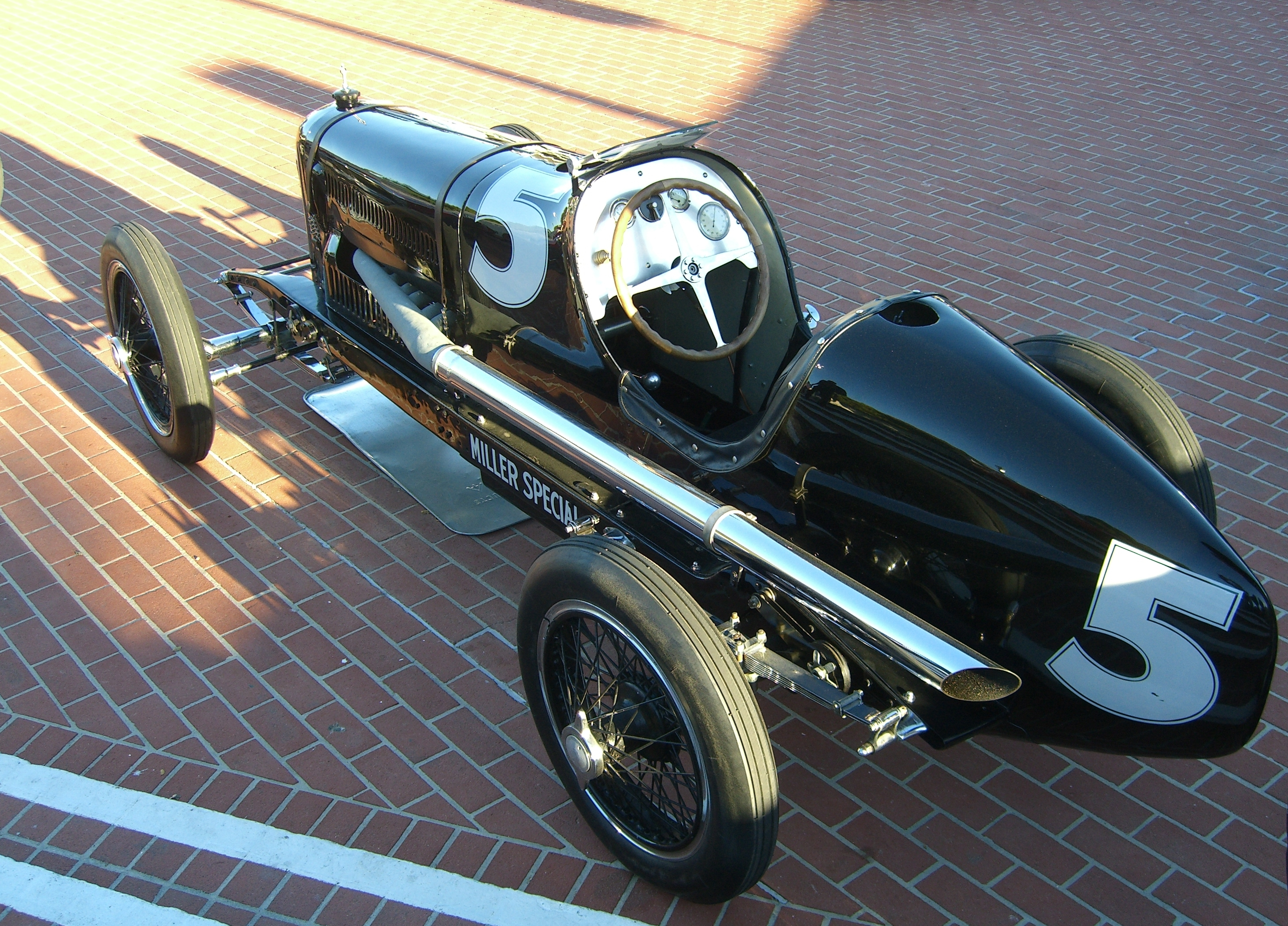
Um dos carros construidos por Miller, o 1924 Miller 122/183 "Convertible". Este carro chegou a velocidade de 151,26 mph (243,43 km/h).

Harold Arminius Miller, mais conhecido como Harry Miller (Menomonie, 9 de dezembro de 1875 –– Detroit, 3 de maio de 1943), foi um engenheiro estadunidense.
Segundo Griffith Borgeson, um influente historiador do automobilismo durante o século XX, Miller foi "a figura mais criativa da história do automobilismo estadunidense". Os carros construídos por ele dominaram o cenário do automobilismo estadunidense por quase meio século, tendo destaque principalmente durante os anos 1920 e 1930, quando venceram as 500 Milhas de Indianápolis em doze oportunidades, sendo sete de forma consecutiva.
Durante sua juventude, inspirado pela distância de locomoção entre suas casa e oficina, Miller construiu uma motocicleta - com um motor de um cilindro, a qual é considerada por alguns como a primeira a ser construída nos Estados Unidos. Poucos anos depois, durante meados dos anos 1890, Miller construiu o primeiro motor a gasolina de popa no país - um motor de quatro cilindros que ele prendeu num barco a remo, e passou a mostrar aos amigos como uma nova opção para desfrutar os fins de semana.
Morando desde 1895 em Los Angeles, Miller retornou a sua cidade natal dois anos depois a pedido de sua esposa, Edna. Em 1905 Miller construiu seu primeiro automóvel, algo que ele havia relutado em fazer inicialmente apesar das sugestões de sua mulher. Esse automóvel fez relativo sucesso na época, e apesar de atuar principalmente construindo motores para pequenos barcos e aviões, passou a ganhar destaque na área automotiva.
Em 1916, seu primeiro motor de corrida de automóveis chamou a atenção de Barney Oldfield, um dos grandes pilotos da época, sinônimo de velocidade nas duas primeiras décadas do século XX. Miller, então, passou a trabalhar em parceria com Fred Offenhauser (o qual seria o responsável por adquirir os negócios de Miller em 1933 após este declarar falência, garantindo um estrondoso sucesso para a marca Offenhauser durante as décadas seguintes, quando perdeu força após o surgimento dos motores Cosworth) para desenvolver um carro para Oldfield. O carro resultante foi o Golden Submarine. Pilotando este, Oldfield teve estrondoso sucesso na época, vencendo 20 das 54 corridas que disputou com o carro, obtendo mais dois segundos e terceiros lugares.
O sucesso de Miller no automobilismo viria mesmo a partir do início dos anos 1920, quando construiu um motor de 3,0 litros, inspirado nos motores de competições da Peugeot. Utilizando este motor, Jimmy Murphy venceu a edição de 1922 das 500 Milhas de Indianápolis, iniciando uma grande demanda pelos carros construidos por Miller. Durante os anos seguintes, até 1929, os carros construidos por Miller venceriam 73 das 92 principais corridas nos Estados Unidos. Seus motores eram tão fortes que, 27 dos 33 carros nas posições iniciais da Indy de 1929 pertenciam a Miller.